# Ergün Berisha
Ergün Berisha (Zurigo, 24 giugno 1988) è un ex calciatore svizzero naturalizzato turco, di ruolo centrocampista.

## Biografia
Nato e cresciuto a Zurigo in Svizzera ma è di origini kosovare.

## Carriera

### Nazionale
Nel 2005 ha partecipato con la Turchia ai Mondiali Under-17 in Perù classificandosi al quarto posto.